# مانويل هيريروس
مانويل هيريروس (بالإسبانية: Champi Herreros)‏ هو متسابق دراجات نارية إسباني فاز ببطولة سباق الجائزة الكبرى للدراجات النارية. نافس في سباقات بطولة العالم لفئة 125 سي سي.

## البطولات
- سباق الجائزة الكبرى للدراجات النارية 1989